# Iota2 Cygni
Pour les articles homonymes, voir Iota Cygni.
Désignations
Iota2 Cygni (ι2 Cyg), souvent simplement nommée Iota Cygni, est une étoile de la constellation boréale du Cygne. Sa magnitude apparente est de 3,76. D'après la mesure de sa parallaxe annuelle par le satellite Hipparcos, l'étoile est située à environ ∼ 121 a.l. (∼ 37,1 pc) de la Terre. Elle se rapproche du Système solaire à une vitesse radiale d'environ −20 km/s et il est prévu qu'elle s'en rapproche jusqu'à une distance minimale d'environ 28,34 pc (∼92,4 al) dans environ 783 000 ans.
Iota2 Cygni est une étoile blanche de la séquence principale de type spectral A5V, qui fusionne l'hydrogène de son cœur en hélium. Elle est âgée autour de 577 millions d'années et elle est 1,8 fois plus massive que le Soleil. Elle tourne rapidement sur elle-même à une vitesse de rotation projetée de 240 km/s. Le rayon de l'étoile est 3,8 fois plus grand que le rayon solaire, elle est 35 fois plus lumineuse que le Soleil et sa température de surface est de 8 216 K. Des changements rapides ont été observés dans la force de sa raie spectrale du calcium ionisé une fois, ce qui indique qu'elle héberge probablement un disque circumstellaire.